# Suillus mediterraneensis
Suillus mediterraneensis — вид базидіомікотових грибів родини маслюкових. Вид виділений з виду Suillus granulatus у 1992 році. Вважається їстівним грибом, проте було зареєстровано кілька випадків отруєнь, що супроводжувались болем у животі та діареєю.

## Поширення
Поширений у Середземноморському регіоні, особливо часто зустрічається в Італії, Греції, Ізраїлі тощо. Гриб росте у хвойних лісах. Утворює мікоризу із сосною алепською (Pinus halepensis), рідше із сосною звичайною (Pinus pinea) та сосною приморською (Pinus pinaster). Спочатку названий Boletus mediterraneensis в 1969 році, він був перенесений до Suillus в 1992 році.

## Опис
Шапинка в діаметрі 5-12 см, забарвлення варіює від світло-коричневого до червонувато-коричневого. Ніжка циліндрична, гладка, діаметром 1,5-2,5 см. М'якоть приємного запаху та солодкуватого смаку, білого або жовтуватого кольору.